# Bătarci
Bătarci es una comuna ubicada en el distrito de Satu Mare, Rumania.

## Superficie
Posee una superficie de 59,78 kilómetros cuadrados.

## Demografía
Hasta 2021 la población era de 3612 habitantes, con una densidad de población de 60,42 habitantes por kilómetro cuadrado.